# Joseph Leonard O'Brien
Pour les articles homonymes, voir O'Brien.
Joseph Leonard O'Brien (1895-1973) est un homme politique canadien, lieutenant-gouverneur du Nouveau-Brunswick.

## Biographie
Joseph Leonard O'Brien naît le 6 novembre 1895 à South Nelson (aujourd'hui un quartier de Miramichi), au Nouveau-Brunswick.
Il commence à travailler dans le commerce du bois grâce à une scierie qu'il possède dans la région de Nelson, mais se lance parallèlement en politique en étant élu à l'Assemblée législative du Nouveau-Brunswick de 1925 à 1930 et dont il sera le président durant la même période.
Il poursuit ensuite sa carrière au fédéral en étant élu lors des élections de 1940 à la Chambre des communes en tant que représentant de la circonscription du  Northumberland, mais il est battu aux élections de 1945
O'Brien est nommé lieutenant-gouverneur le 6 juin 1958, poste qu'il occupera jusqu'au 9 juin 1965.
Il meurt à Miramichi le 18 juin 1973.